# Norman Reef
Norman Reef är ett rev på Stora barriärrevet i Australien.   Det ligger 60 km nordost om Cairns i delstaten Queensland. 